# Intoxicación por cobalto
La intoxicación por cobalto se produce por aumento en los niveles de cobalto en el cuerpo. El cobalto es un elemento esencial en la vida de todos los animales, esto se debe a que forma parte de la vitamina B12, elemento vital durante el ciclo celular. Un déficit de cobalto se manifiesta como una anemia megaloblástica, siendo una causa muy poco frecuente (la principal causa de anemia megaloblástica por déficit de vit B12 es la anemia perniciosa). Por otra parte, niveles altos de cobalto también producen una serie de alteraciones.

## Mecanismo de ingreso al cuerpo
La intoxicación generalmente ocurre por aspiración del polvo de cobalto en siderúrgicas, comúnmente en la fabricación de carburo de wolframio. La DL50 de las sales de cobalto soluble en el cuerpo se estima entre 50 y 500 mg/kg.

## Clínica
Dependiendo de la vía y el tiempo de exposición al cobalto la intoxicación puede dar diversos síntomas:
- Vía Inhalatoria: fibrosis pulmonar
- Exposición cutánea: eritema e irritación
- Vía oral: náuseas y vómitos

Independiente de la vía de exposición, niveles altos y prolongados de cobalto en la sangre pueden producir:
- Miocardiopatía
- Síndrome de hiperviscosidad
- Patología tiroidea
- Neuropatía

## Tratamiento
Eliminar la fuente de exposición para posteriormente usar medidas de soporte y el uso de quelantes.